# 热血高校躲避球部
《热血高校躲避球部》（又译作），是Technōs Japan所開發的一款電子遊戲，最早於1987年11月在街機上推出，然後於1988年7月26日推出任天堂紅白機的修改移植版，再於1990年3月30日推出PC Engine的街機移植版。
本作是《熱血系列》的第二款作品，前作為《熱血硬派》，不過本作在路線與風格上都和《熱血硬派》完全不同。首先，本作是模擬躲避球的運動類遊戲，而《熱血硬派》則純為與敵人鬥毆的格鬥類遊戲。此後《熱血系列》便以格鬥與運動兩大路線發展，因此本作是《熱血系列》中運動類的第一款作品；其次，自本作開始，人物造型開始趨向Q版化的2頭身，而且動作和表情也開始搞笑與誇張化，幾乎《熱血系列》之後的每一款作品皆繼承此一風格，因此本作雖然名義上不是《熱血系列》的元祖，但事實上卻可謂是確立《熱血系列》風格的源頭。此外，本作不但在《熱血系列》中具有開創的代表性，其格鬥式運動的創意也開啟電子遊戲的新路線。
有別於過去的運動類電子遊戲，本作的特別之處在於加入了近似鬥毆的遊戲元素及「魔球」系統。在本作中，躲避球規則基本上只有讓遊戲看起來還像躲避球的程度，實際上執球者可以以球攻擊我方以外的任何球員，因此可說是「以球打架」的遊戲。而且本作中的主要球員都有其獨特的「魔球」，投出魔球時不但球的外觀與飛行方式各不相同，球員被魔球擊中時的傷害與反應也不一樣。